# Пчеловод (фильм, 2024)
«Пчеловод» (англ. The Beekeeper) — американский боевик 2024 года, девятый полнометражный фильм режиссёра Дэвида Эйера по сценарию Курта Уиммера. В фильме снимались Джейсон Стейтем, Эмми Рейвер-Лэмпман, Джош Хатчерсон, Бобби Надери, Филисия Рашад, Джемма Редгрейв и Джереми Айронс.
Фильм был выпущен в США Amazon MGM Studios под лейблом Metro-Goldwyn-Mayer 12 января 2024 года. Фильм собрал в мировом прокате 153 миллиона долларов.

## Сюжет
Школьная учительница на пенсии Элоиза Паркер живёт одна, но сдаёт сарай около дома арендатору Адаму Клею, ведущему тихую жизнь пчеловода.
Элоиза становится жертвой фишинговой аферы, её организаторы получили доступ к ноутбуку и украли все деньги, в том числе 2 миллиона долларов из благотворительного фонда, которым Элоиза управляет. Опустошённая и отчаявшаяся, Элоиза Паркер совершает самоубийство. Адам обнаруживает её тело, и его немедленно арестовывает приехавшая в материнский дом дочь Элоизы Верона Паркер, агент ФБР. Однако факт самоубийства очевиден, Адам оправдан и освобождён. Верона сообщает ему, что ФБР было известно о группе, которая обманула её мать, но их крайне трудно отследить.
В поисках справедливости Адам связывается с таинственной группой «пчеловодов», чтобы найти виновных. Он получает адрес колл-центра, которым управляет Микки Гарнетт. Адам распугивает сотрудников и поджигает здание. Микки сообщает об этом своему боссу Дереку Дэнфорту, владельцу целой сети жульнических колл-центров. Дерек приказывает Микки взять нескольких головорезов и убить Адама. В мастерской Адама завязывается ожесточенная стычка, в ходе которой Клей ликвидирует людей Микки, а ему самому отрезает четыре пальца на правой руке ленточной пилой. Микки звонит Дереку и сообщает ему, что Адам — пчеловод. Адам на своем пикапе настигает Микки на мосту, пристёгивает ремнём к своему пикапу и сталкивает в воду. Подобрав мобильник Микки, Адам сообщает Дереку, что обязательно придёт за ним, и уезжает на машине Микки.
По просьбе матери Дерека, Джессики, Дерек информирует о происшедшем руководителя службы безопасности «Дэнфорт Энтерпрайзиз» Уоллеса Вествайлда, бывшего директора ЦРУ. Услышав слово «пчеловод», Уоллес приходит в ужас. Он координирует работу группы бывших сотрудников спецназа, раскрывая им, что «Пчеловоды» — это сверхсекретная неправительственная структура, подпольная разведывательная организация, которой поручено тайно защищать Соединённые Штаты, действуя вне официальной юрисдикции. Также Уоллес связывается с нынешним директором ЦРУ Джанет Харвард в надежде остановить Адама. Джанет выясняет, что Адам — «пчеловод в отставке». После того, как он ликвидирует свою действующую коллегу, Анисетту, посланную убить его, организация «пчеловодов» объявляют нейтралитет.
Верона и её партнер, агент Уайли, предполагают, что Адам намерен атаковать центр «Девять звёзд Юнайтед» в Бостоне, который курирует все глобальные колл-центры Дерека, связанные с мошенничеством. После того как Верона и Уайли докладывают об Адаме-«пчеловоде» заместителю директора ФБР Джексону Фриггу, они несколько неожиданно получают полный карт-бланш и всю необходимую поддержку, о которой просят. Чтобы иметь шанс остановить Адама, Уоллес Вествайлд приказывает группе обеспечить безопасность внутри здания «Девять звезд», в то время как ФБР размещает свой собственный отряд спецназа по периметру. Отказ Дерека эвакуировать сотрудников позволяет Адаму быстро разгромить отряд спецназа ФБР (правда, никого не убив) и проникнуть в здание. Уничтожив всю группу наёмников Уоллеса (здесь он уже не сдерживался), Адам приступает к допросу менеджера Рико Ансалоне, который признаётся, что его боссом является Дерек Дэнфорт.
Верона сообщает Джексону Фриггу, что Дерек руководит обеими компаниями, которые для получения конфиденциальной информации незаконно используют возможности нескольких правительственных агентств США. Верона также упоминает о том, что Адам не только попытается убить Дерека, но и может ликвидировать его мать Джессику Дэнфорт, президента Соединённых Штатов, сын которой использовал украденные средства для финансирования её предвыборной кампании. Когда Адам ускользает от ФБР, Уоллес советует Дереку остаться со своей матерью под защитой Секретной службы.
Уоллес размещает в прибрежном особняке Дэнфортов группу наёмников, в том числе Лазаруса, который потерял ногу во время предыдущей стычки с одним из «пчеловодов». Адам проникает в особняк, в то время как Джессика узнаёт от Джексона Фригга правду о незаконной деятельности своего сына. Когда Адам уничтожает наёмников и Лазаруса, стоящих между ним и офисом президента, Джессика решает, что расскажет ему и всему миру правду о мошеннической деятельности Дерека и его незаконном использовании компьютерной программы ЦРУ для сбора данных. В ярости Дерек убивает Фригга и берёт в заложницы собственную мать. Уоллес уговаривает Адама в последний момент отвернуться, но терпит неудачу. Адам в конце концов добирается до кабинета Джессики, где к нему быстро присоединяются Верона, Уайли и остальные агенты ФБР и окружают его. Верона старается отговорить Адама от убийства Джессики и Дерека. Дерек пытается убить свою мать, но Адам успевает выстрелить в него и выпрыгивает через ближайшее окно на пляж.
Хотя у Вероны был отличный шанс, она опускает оружие вместо того, чтобы выстрелить в Адама, отомстившего за смерть её матери. Тот спасается бегством с помощью подводного снаряжения, заранее спрятанного на пляже.

## В ролях
- Джейсон Стэйтем — Адам Клей
- Эмми Рэвер-Лэмпман[англ.] — Верона Паркер, агент ФБР
- Бобби Надери — Мэтт Уайли, агент ФБР, напарник Вероны Паркер
- Джош Хатчерсон — Дерек Дэнфорт, глава кибермошенников
- Джереми Айронс — Уоллес Вествайлд, директор ЦРУ в отставке, глава службы безопасности корпорации Дэнфорта
- Джемма Редгрейв — Джессика Дэнфорт, мать Дерека Дэнфорта, президент США
- Минни Драйвер — Джанет Ховард, директор ЦРУ
- Филисия Рашад — Элоиз Паркер, мать Вероны Паркер
- Дон Жиле[англ.] — Джексон Фригг, заместитель директора ФБР
- Дэвид Уиттс[англ.] — Микки Гарнетт
- Энцо Чиленти — Рико Ансалоне
- Санни Дхиллон — оперативник SWAT
- София Фелисиано — Келли Крэйн

## Производство
Режиссёром фильма стал Дэвид Эйер. Сценарий написал Курт Уиммер. В актёрский состав вошли Джейсон Стэйтем, Джереми Айронс, Джош Хатчерсон, Эмми Рэвер-Лэмпман и Бобби Надери. Кинокомпания MGM приобрела права на фильм. Производством занялась компания Miramax.
Съёмки фильма проходили в Лондоне в период с сентября по декабрь 2022 года. Фильм вышел в прокат 9 января 2024 года.

## Восприятие
На сайте Rotten Tomatoes фильм имеет рейтинг 71 %, основанный на 181 отзывах, со средней оценкой 5,9/10. Консенсус критиков на сайте гласит: «Легкий и приятно олдскульный, «Пчеловод» доказывает, что в вопросах правосудия в жанре боевика Джейсон Стэйтем по-прежнему знает, как жалить». На Metacritic средневзвешенная оценка составляет 54 из 100 на основе 37 рецензий.
Каролина Шлюге в рецензии для сайта Der Standard пишет, что «Пчеловод» явно не является интеллектуально требовательным кино, но всё же его стоит посмотреть любителям жанра. Напряжение сохраняется до самого конца, а забавные моменты скрашивают настроение.
Марк Айрапетян в Frankfurter Rundschau также отметил, что экстравагантные наряды, сопливые замечания[что?] и сцены драк не дают заскучать, и что фильм предлагает лучшее развлечение для любителей жанра экшн.